# مجموعة ميركوريا للطاقة
مجموعة ميركوريا للطاقة هي شركة سويسرية دولية خاصة لتجارة السلع تنشط في مجموعة واسعة من أسواق الطاقة العالمية بما في ذلك النفط الخام والمنتجات البترولية المكررة والغاز الطبيعي (بما في ذلك الغاز الطبيعي المسال) ، والطاقة، والفحم، والديزل الحيوي ، وانبعاثات الكربون ، والمعادن الأساسية  والمنتجات الزراعية.  في عام 2014 ، اشترت الشركة ذراع جيه بي مورغان لتجارة السلع في صفقة تبلغ قيمتها 800 مليون دولار أمريكي.  إنها واحدة من أكبر خمسة تجار في العالم للطاقة ومشغلي الأصول المستقلين ومقرها في جنيف ، سويسرا ، مع 34 مكتبًا إضافيًا في جميع أنحاء العالم.

## روابط خارجية
- موقع Mercuria Energy